# Nemoptera aegyptiaca
Nemoptera aegyptiaca là một loài côn trùng trong họ Nemopteridae thuộc bộ Neuroptera. Loài này được Rambur miêu tả năm 1842.